# ブリル・ビルディング

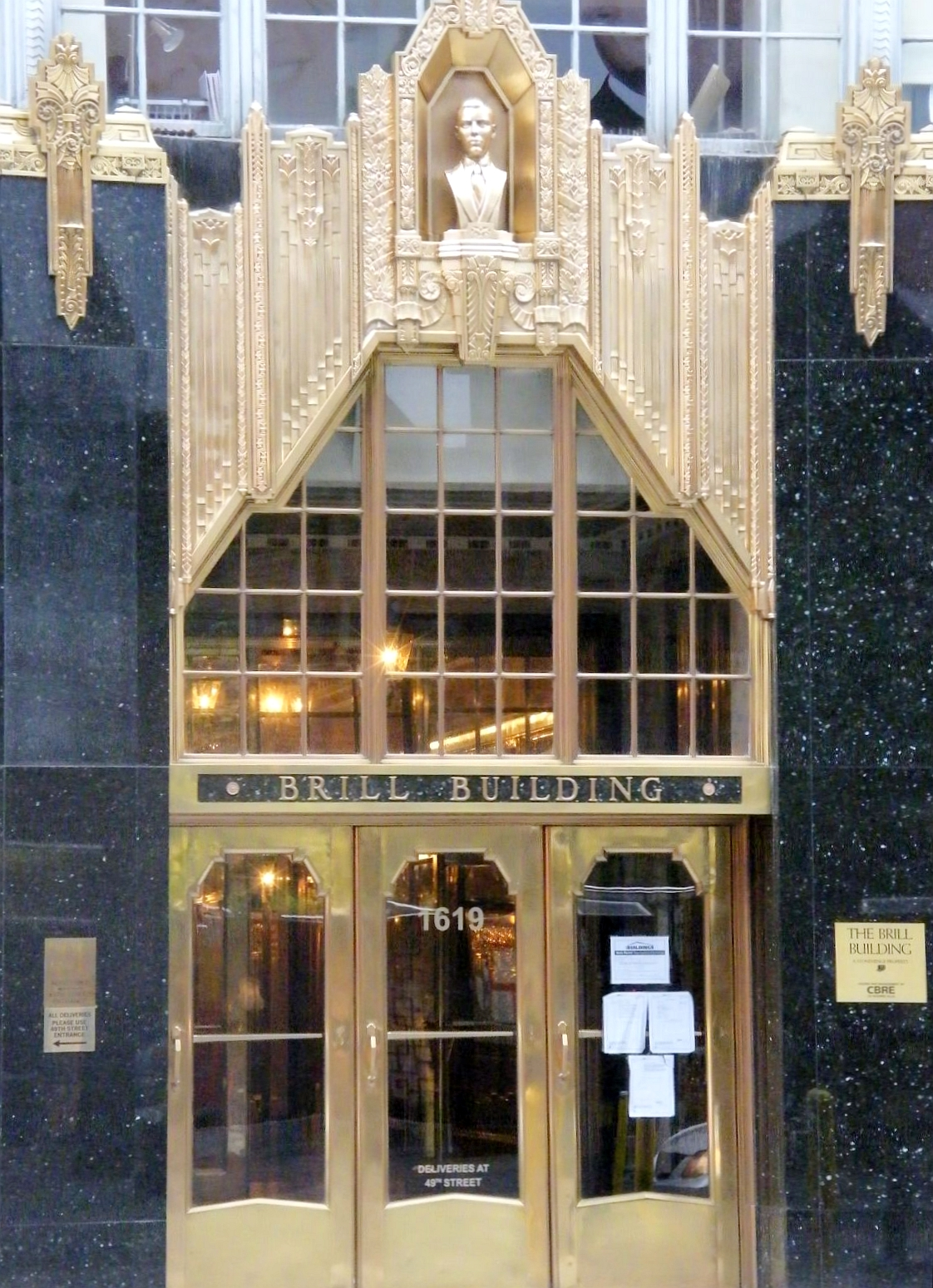

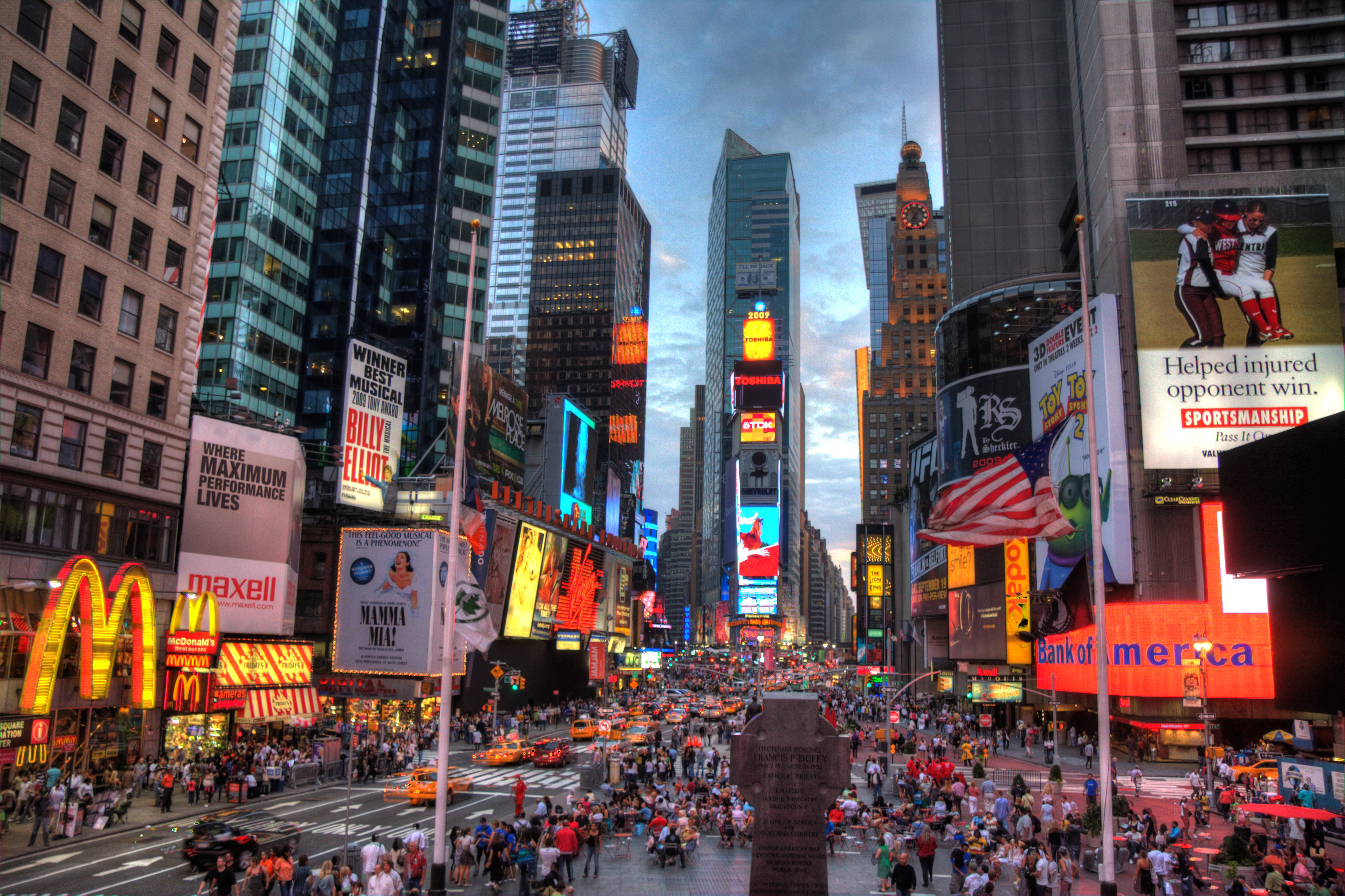
タイムズスクエア

ブリル・ビルディング（Brill Building)は、ニューヨーク市マンハッタン区の49丁目通り、ブロードウェイ1619番地のオフィス・ビル。タイムズ・スクエアの少し北にある。
音楽事務所やスタジオが入っており、名曲がいくつか生まれた。
「ブリル」は、小間物商で成功し同ビルを買った人物の名字。Victor Bark Jr.が設計し、1931年に Alan E. Lefcourt ビルディングとして竣工。11階建て総床面積16300平米。
LLC社が2013年に買収、2009年現在改装中。

## ビッグバンド時代

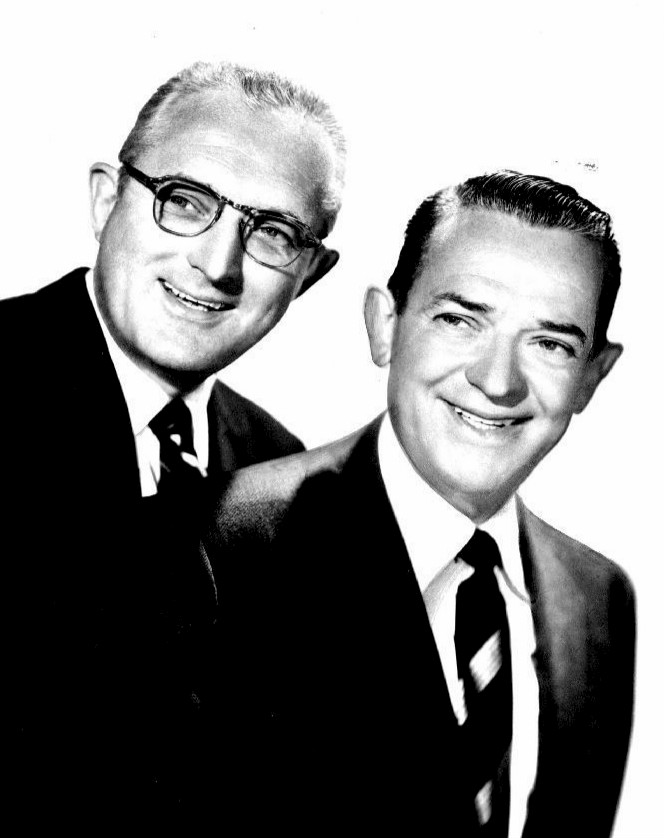
トミーとジミー。1955年撮影。

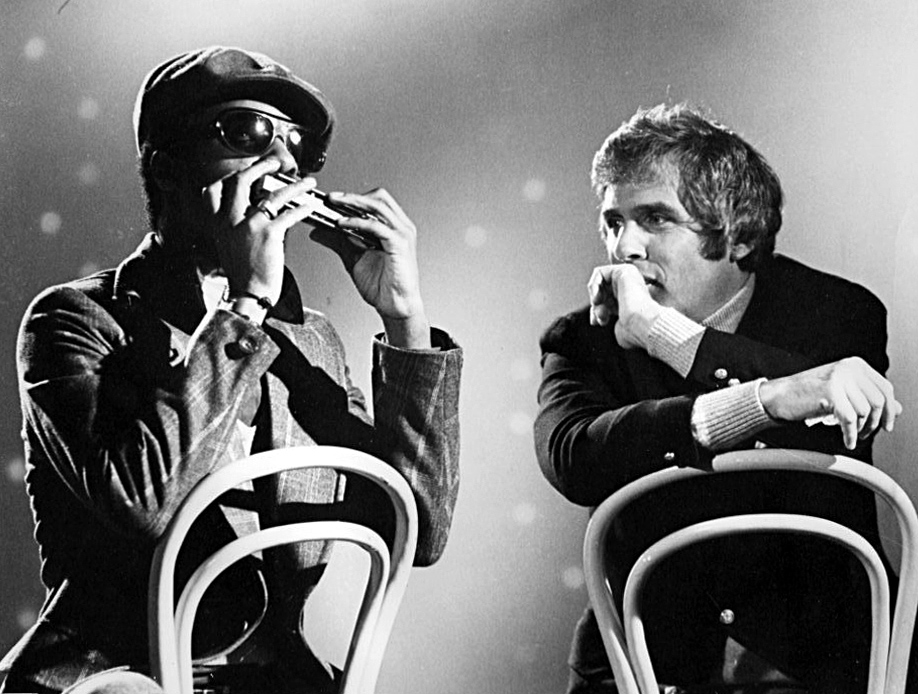
バカラック（右）とスティービー・ワンダー。

戦前からたくさんの音楽出版社・事務所が入居していた。1941年のASCAPストライキ中には多くのライターがペンネームを使った。 
ブリル・ビルディングで制作された曲はしばしばビルボードの音楽チャートで1位を獲得し、ベニー・グッドマン楽団や グレン・ミラー楽団、ジミーおよびトミー・ドーシー楽団などが演奏した。
この時期の音楽出版社にLeo Feist Inc.、 Lewis Music Publishing、 Mills Music Publishingがある。
また、この時代に活躍した作曲家は以下の通り。
- バディー・フェイン（英語版）
- ジョニー・マーサー
- ローズ・マリー・マッコイ（英語版）
- アーヴィング・ミルズ（英語版）
- ビリー・ローズ（英語版）

## ブリル・ビルディング・サウンド

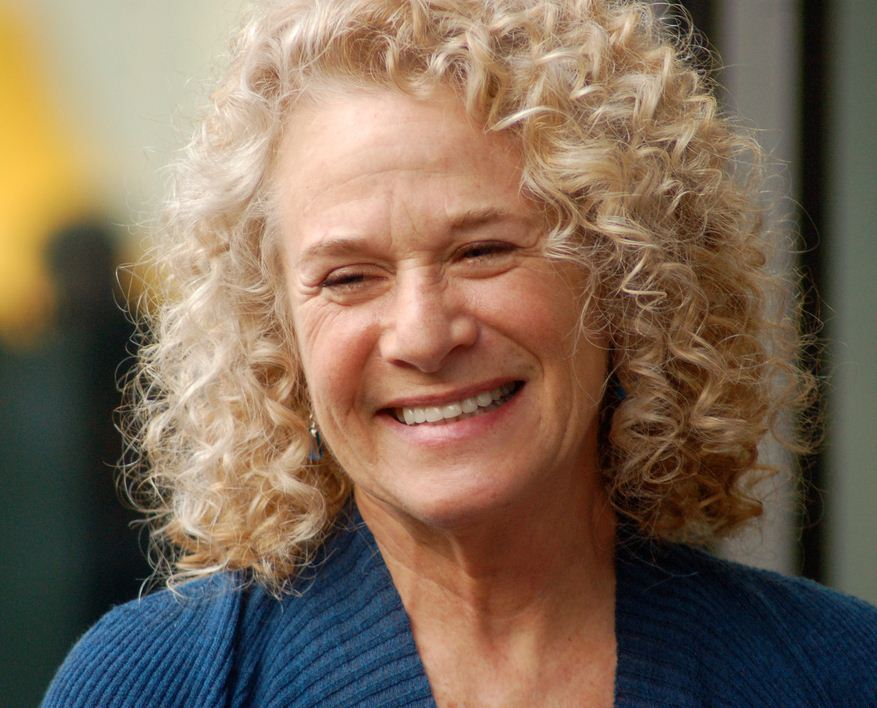
キャロル・キング

同ビルと周辺のミュージシャンがつくる音楽はブリル・ビルディング・サウンドと呼ばれ、1950年代後半から1960年代末まで流行した。最盛期の1962年には165の音楽会社が入居し、出版・印刷・デモ音源制作・レコードの宣伝・ラジオのプロモーターとの契約が一ヶ所でできた。

キャロル・キングは当時を振り返っている。
毎日小さい個室に乗り込む。そこにはピアノと（ピアノ用）ベンチ、運が良ければ作詞家用のイスがある。そこにすわって作曲していると、となりの部屋から作曲中の歌が、自分のとそっくりなのが聴こえてくる。ブリル・ビルディングでのプレッシャーはほんとうに「すばらし」かった。なぜってドン・カーシュナーがソングライターに競争させたから。彼はよく言っていた。「僕らには新しいスマッシュ・ヒットが必要だ」と。で、わたしたちはみんな部屋に戻って曲を書く。で、次の日にボビー・ヴィーのプロデューサーの前でオーディションするの。
—The Sociology of Rock by Simon Frithから
ブリル・ビルディング・サウンドは第一次ロックンロールブーム後に流行したことから、ある意味でロックンロール以前への逆流だった。歌手などはだれの首もすげかえ可能だったので、出版社・事務所の経営陣に権力が移行した。

## 主な関係者（グループ含む）

### 作曲家・作詞家
- バート・バカラック & ハル・デヴィッド
- ジェリー・ゴフィン & キャロル・キング
- エリー・グリニッチ & ジェフ・バリー
- リーバーとストーラー
- バリー・マン & シンシア・ワイル
- ドク・ポーマス & モルト・シューマン

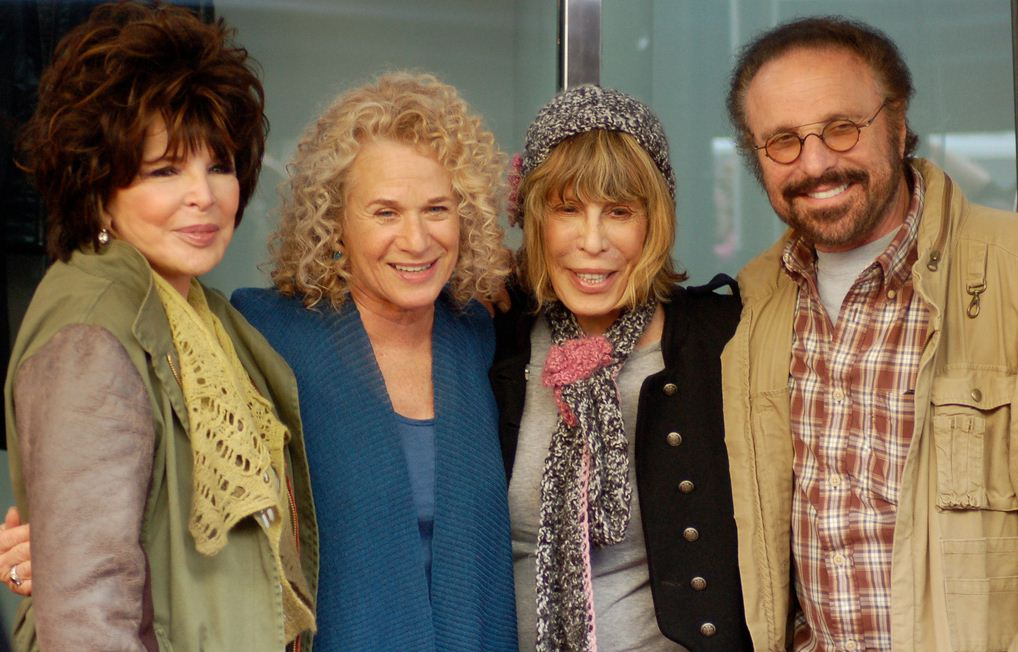
左からベイヤー・セイガー、キング、ワイル、マン

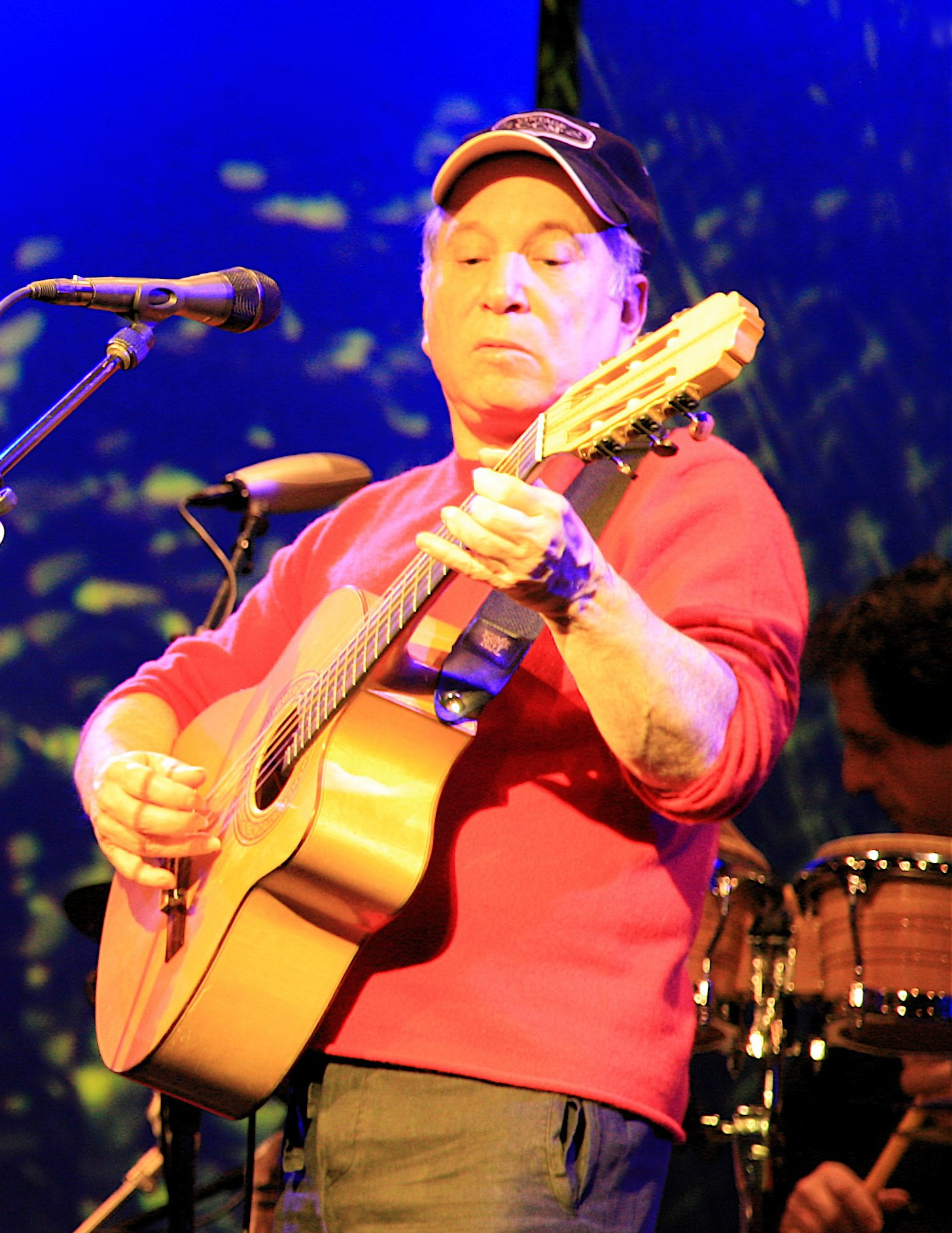
ポール・サイモン(2007年撮影)

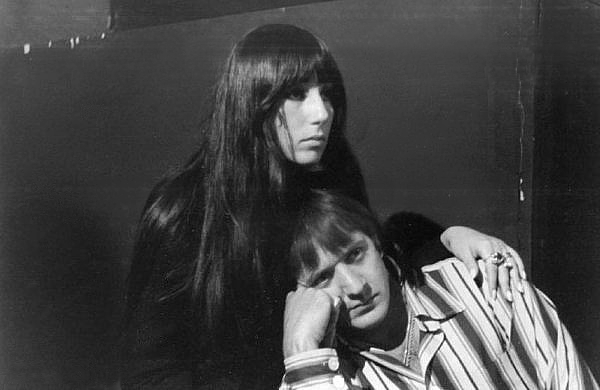
ソニー・ボノとシェール

- ニール・セダカ & ハワード・グリーンフィールド
- ポール・サイモン ※ジェリー・ランディス名義[6]
- フィル・スペクター
- ローラ・ニーロ
- フィル・メドリー（英語版） & バート・バーンズ（英語版）（『ツイスト・アンド・シャウト』の作者。オリジナルはトップ・ノーツ（英語版））
- ソニー・ボノ（英語版）
- トミー・ボイス&ボビー・ハート
- ニール・ダイアモンド
- デヴィッド・ゲイツ
- アンディ・キム（英語版）
- ジャイアント（英語版）, バウム（英語版）& ケーン（英語版）

- マーヴィン・ハムリッシュ
- ヒューゴ&ルイージ
- カンダー&エッブ（英語版）（映画『シカゴ』、映画『キャバレー』の音楽などを作曲）
- アーティ・コーンフェルド（英語版）

- ハーラス・ファイア（英語版） & グウェン・ガスリー
- シャドー・モートン（英語版）

- クラウス・オガーマン[7]

- トニー・パワーズ（英語版）
- ビバリー・ロス（英語版）[8]

- エディ・スナイダー（英語版）
- ボビー・サッサー（英語版）
- スティーヴ・タイレル

### 歌手（シンガーソングライター含む）
- ボビー・ダーリン[9]
- ドリフターズ& ベン・E・キング
- コニー・フランシス
- レスリー・ゴーア
- ハーラス・ファイア
- ダーレン・ラヴ
- ライザ・ミネリ
- トニー・オーランド
- ジーン・ピットニー
- ロネッツ
- シャングリラス
- ザ・シュレルズ
- スウィート・インスピレーションズ（英語版）
- ドリス・トロイ
- フランキー・ヴァリ & フォー・シーズンズ
- ディー・ディー・ワーウィック（英語版）
- ディオンヌ・ワーウィック
- ザ・デリケーツ（英語版）

### アレンジャー・指揮者

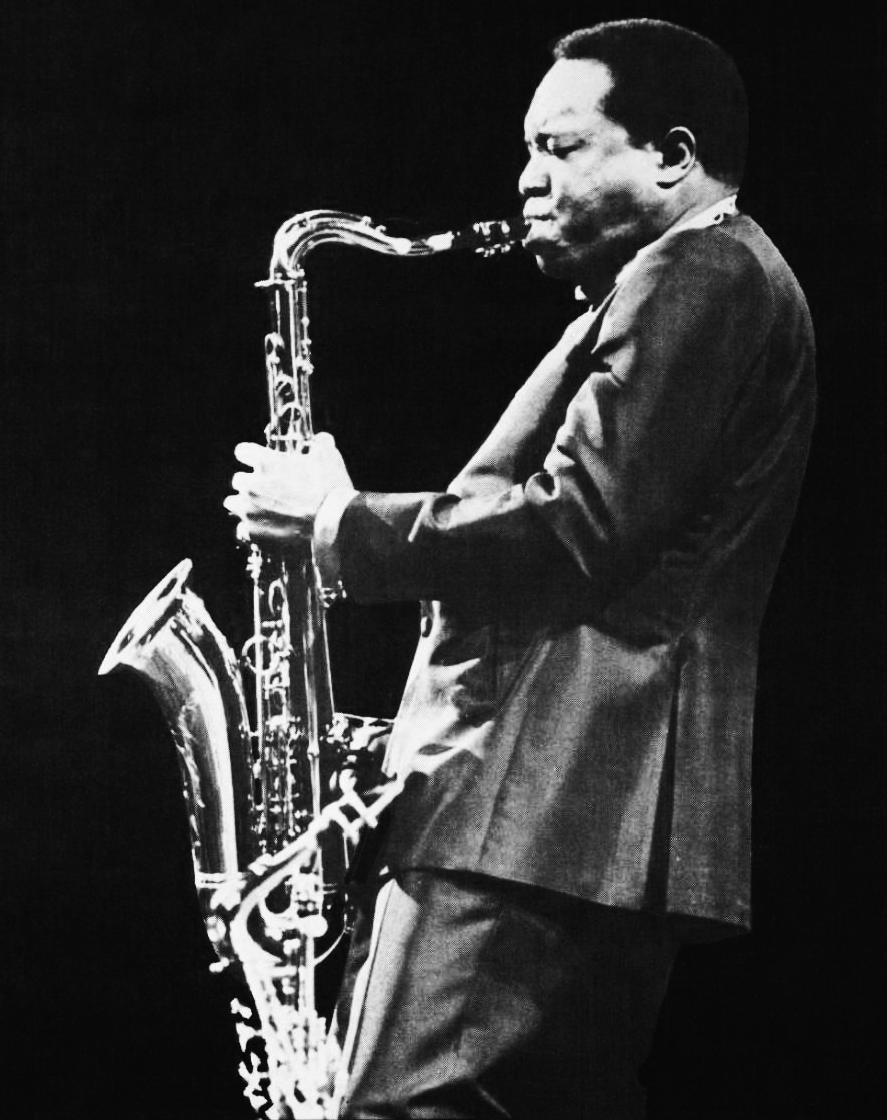
キング・カーティス

- ティーチョ・ウィルシャー
- ギャリー・シャーマン
- アラン・ローバー
- ジミー・ウィズナー
- アーティ・バトラー
- クラウス・オーガーマン
- スタン・アップルバウム
- ティーチョ・ウィルトシャー

### ベーシスト
- ジョージ・デュヴィヴィエ
- ミルト・ヒントン
- ラス・サヴァクス
- ボブ・ブッシュネル
- ジョー・マッチョジュニア
- アル・ルーカス
- ディック・ロモフ（Dick Romoff）
- ジェームズ・ティレル
- ジミー・ルイス
- ロイド・トロットマン
- ウェンデル・マーシャル
- チャック・レイニー

### ギタリスト
- アル・ゴーゴニ
- カール・リンチ
- トレード・マーティン
- バッキー・ピザレリ
- エベレット・バークスデール、
- ビル・サイカー（Bill Suyker）
- ヴィニー・ベル
- アル・カイオラ
- アル・カサメンティ（Al Casamenti）
- アート・ライアーソン
- エリック・ゲイル
- ラルフ・カサーレ
- チャールズ・メーシー
- ヒュー・マクラッケン
- ウォーリー・リチャードソン
- チャールズ・マクラッケン
- ジョージ・バーンズ
- アラン・ハンロン
- サル・ディトロイア（Sal Ditroia）
- ケニー・バレル
- マンデル・ロウ

### ピアノ・オルガン奏者
- アーニー・ヘイズ（Ernie Hayes）
- ポール・グリフィン（英語版）
- Leroy Glover
- フランク・オーウェンズ
- Bernie Leighton
- Artie Butler
- スタン・フリー（英語版）

### ドラマー
- ゲイリー・チェスター（英語版）
- バディ・サルツマン（英語版）
- スティックス・エヴァンス（英語版）
- ハービー・ラヴェル（英語版）
- パナマ・フランシス（英語版）
- アル・ロジャース（英語版）
- ボビー・グレッグ（英語版）
- ソル・ガビン（Sol Gubin）
- バーナード・パーディ

### サックス奏者
- アーティー・キャプラン（英語版）
- フランク・ヘイウッド・ヘンリー（Frank Heywood Henry）
- Phil Bodner
- ジェローム・リチャードソン
- ロメオ・ペンク（Romeo Penque）
- キング・カーティス
- ジョセフ・グリマルディ
- セルダン・パウエル

### トロンボーン奏者
- ジミー・クリーブランド
- Frank Saracco
- ベニー・パウエル（英語版）
- ウェイン・アンドレ（英語版）
- Tony Studd
- Micky Gravine
- アービー・グリーン
- フランク・リハク（英語版）

### トランペット奏者
- ジミー・ノッティンガム（英語版）
- アーニー・ロイヤル（英語版）
- ジミー・マクスウェル（英語版）
- バーニー・グロウ（英語版）
- Irwin "Marky" Markowitz
- ジミー・セドラー
- ダッド・バスコム（英語版）
- ラマー・ライト・ジュニア
- バート・コリンズ
- ジョー・シャープリー

### パーカッション
- George Devens
- フィル・クラウス
- ボビー・ローゼンガーデン（英語版）
- ウィリー・ロドリゲス（英語版）
- Martin Grupp

## ブリル・ビルディングにゆかりのある楽曲
- "Yakety Yak" (リーバーとストーラー),
- ラストダンスは私に (Pomus-Shuman),
- "The Look of Love" (Bacharach-David),
- 悲しき慕情 (ニール・セダカ & ハワード・グリーンフィールド),
- "Devil in Disguise" (Giant-Baum-Kaye),
- "ロコ・モーション" (Goffin-King),
- "Supernatural Thing" (Fyre-Guthrie),
- "We Gotta Get Out of This Place" (Mann-Weil),
- "River Deep, Mountain High" (Spector-Greenwich-Barry)

## 1619番地(Brill Building)と1650番地で現在経営中の会社一覧

### ブロードウェイ1619番地
- Broadway Video
- Postworks LLC/Orbit Digital
- Famous Music
- Coed Records, Inc.
- Mills Music
- Southern Music
- TM Music
- SoundOne
- Helios Music/Glamorous Music
- KMA Music
- New Vision Communications
- Paul Simon Music
- en:Key Brand Entertainment
- Maggie Vision Productions
- Alexa Management
- TSQ LLC
- Mission Big

### ブロードウェイ1650番地
- アルドン・ミュージック
- Action Talents agency
- en:Bang Records
- Bell Records, Inc.
- Buddah Records, Inc.
- Capezio Dance Theatre Shop
- Diamond Records
- Gamble Records, Inc.
- H/B Webman & Co.
- Iridium Jazz Club
- Princess Music Publishing, Corp.
- Scepter/Wand Records
- Web IV Music, Inc.
- We Three Music Publishing, Inc.
- Just Sunshine Records
- Allegro Sound Studios (後にGeneration Sound Studiosへ改名)

## フィクションでの登場
1996年映画『グレイス・オブ・マイ・ハート』では、イリアナ・ダグラスがキャロル・キングをモデルとしたキャラクターを演じた。
1957年映画『成功の甘き香り』において、このビルは住居用ではないにもかかわらず、主人公（バート・ランカスター）とその妹がブリル・ビルに住んでいる。

## 参照
1. 1 2  Gray, Christopher, "Streetscapes: The Brill Building: Built With a Broken Heart", The New York Times, December 30, 2009
2. ↑  New York City Landmarks Preservation Commission, "Brill Building", New York City, March 23, 2010
3. ↑  “Don Kirshner”. The Daily Telegraph (London). (2011年4月18日)
4. ↑  Frith, Simon (1978). The Sociology of Rock. ISBN 0-09-460220-4.
5. ↑  Covach, John Rudolph. What's That Sound?: An Introduction to Rock and Its History (2nd ed.). New York: W.W. Norton, 2009.
6. ↑  Tom & Jerry meet Tico & The TriumphsBlackCat Rockabilly Europe
7. ↑  egarding Claus Ogerman, his publishing companies and The Brill Building in New York
8. ↑  Beverly Ross 公式サイト
9. ↑  http://darintodream.com/004_02_06.htm

10. ^http://www.allmusic.com/album/oh-carol-the-complete-recordings-1956-1966-mw0000321918/credits
11. ^http://aln2.albumlinernotes.com/Atlantic_-_Volume_Five.html
12. ^http://albumlinernotes.com/The_Bacharach_Sound.html